# 그러먼 F4F 와일드캣
그루먼 F4F 와일드캣(Grumman F4F Wildcat)은 미국 해군과 미국 해병대가 제2차세계대전중에 사용하던 함상 전투기이다.
과거 한동안은, 제로센이라고 불린 일본 함상전투기인 미쓰비시 A6M 제로보다는 열세였다고 알려져 있었지만, 실제로는 미 해군의 주력 함상전투기로 활약한 태평양 전쟁 초반 동안, 제로센을 상대로 대등 이상의 전투를 치렀다.
와일드캣은 기동성에서는 제로센에 열세였으나, 견고한 기체구조와 방탄 캐노피, 좌석후방장갑 등 제로센보다 뛰어난 내구력과 화력의 우세 등을 바탕으로, 공중전에서 제로센에 비교적 효과적으로 맞설 수 있었다.

## 설계 및 개발
미국 해군은 1936년 함상 전투기를 그루먼 사에 개발을 의뢰해 1940년 12월 5일 첫선을 보여 항공모함에 배치되기 시작하였다.
가장 많이 사용된 형식인 F4F-4는 1200hp의 엔진출력에, 12.7mm 기관총 6정을 갖추었으며, 튼튼한 기체 구조와, 방탄 캐노피, 좌석후방장갑, 그리고 연료탱크의 자동 방루 설비(연료탱크안에 그대로 연료를 주입하는 것이 아니라, 탱크 내부에 고탄성의 고무주머니를 설치하고, 연료를 그 안에 넣도록 되어있는 연료탱크. 연료가 줄어들 때마다 고무주머니도 줄어 연료탱크 안에 유증기가 발생하는 것을 막아 공격을 받더라도 연료에 불이 쉽게 안 붙게 하며, 기본적으로 두 겹의 고무 사이에 무가공 액체상태의 천연고무를 넣은 구조로 피탄시 관통으로 인한 천공부로부터 새어 나온 고무가 외부 공기와 만나 잠시 뒤 자연히 굳어지며 천공부가 자동으로 막혀 연료누출을 차단하는 장비. 덕분에 이 연료통은 설령 누유가 있더라도 수초~수십초 간만 누유 후 자동으로 막힌다.)등 충실한 방호대책을 지녔다.
와일드캣은 제로센과 속도는 비슷했지만, 상승력과 선회능력에서 떨어져 태평양 전쟁 초기에 제로센과의 전투에서 어려움을 겪었다.
하지만 기체구조가 견고한 와일드캣은 약 8.5G의 가속도를 견딜 수 있어, 기체구조가 취약해 급강하 속도를 630km 정도로 제한해야 했던 제로센에 비해, 급강하를 통한 가속능력은 크게 우세했다.
또한 상승력과 저속에서의 선회성능은 제로센에 많이 떨어졌지만, 고속에서의 기동성에서는 상대할 만했고, 특히 일정 속도 이상에서의 롤 성능은 제로센 보다 우세했다.
그리고 튼튼한 기체구조에 더해, 충실한 방호대책으로 제로센에 비해 전투중 피탄에 훨씬 잘 버틸 수 있었고, 화력에서도 좀 더 효율적이고 우세했다.
또한 F4F-4 형식부터는, 그루먼 E-2 호크아이까지, 그루먼 사 프로펠러 함재기들의 특징이 되는, 날개 뿌리부터 접혀, 매우 작게 접을 수 있는 특징적인 주익이 도입되어, 와일드캣은 제로센에 비해 항공모함 한 척당 보다 많은 숫자를 적재할 수 있었다. 덕분에 태평양 전쟁 초반, 태평양 지역의 미 해군은 항공모함의 숫자는 물론, 총 항공기 숫자에서도 일본에 열세인 상황이었음에도, 각각의 전투에 실제로 투입할 수 있는 전투기 숫자에서는 밀리지 않고 싸울 수 있었다.
제로센과의 전투를 경험한 조종사들은, 제로센이 민첩하지만 방어력이 매우 취약해 약간의 피탄에도 격추될 뿐 아니라, 비교적 튼튼한 와일드캣을 일격에 격추시키기에는 화력구성이 비효율적이며, 제로센의 기동성과 더불어 당시 일본군 조종사들 다수가 중일전쟁 등을 통해 실전경험을 쌓은 노련한 조종사들인 탓에, 1:1 전투에선 매우 뛰어나지만, 통신장비의 성능부족으로 편대전술에서는 제약을 받는 단점에 착안, 와일드캣의 우세한 방어력과 화력, 그리고 신뢰성 있는 무선통신장비의 우세에 기반, 2기의 와일드캣이 짝을 이뤄 서로 엇갈려 비행하며, 동료기의 후방으로 추격해오는 제로센을 사각에서 공격하는 "타치위브(Thach Weave)"와 같은 대응전술을 개발하기 시작한다.
나아가 미드웨이 해전 직후인 1942년 7월, 미군은 알류산 열도에서 거의 손상없이 제로센 1기를 포획, 세밀한 테스트를 거쳐 구체적인 장단점을 분석, 이를 바탕으로 보다 체계적인 전술을 확립한다. 저속과 달리 고속에선 제로센의 기동성이 크게 감소하기 때문에, 시속 200마일 이하에서 제로센과 맞서지 말고, 상승중인 제로센은 뒤쫓지 말며, 선회격투전을 최대한 피하고 급강하와 줌 상승에 기반한 붐 앤 줌 방식의 고속 일격이탈 전술을 활용 할 것, 꼬리를 물렸을 경우엔 급강하와 롤 기동성의 우세를 이용 퇴피할 수 있다는 것 등을 파일럿들에게 숙지시키고 적합한 전술을 확립하면서, 와일드캣은 격추-손실비(kill-to-loss ratio) 1.5:1로 제로센에 우세한 전투를 치렀다.
와일드캣은 산호해 해전, 미드웨이 해전과 과달카날 전역에서 미 해군의 주력전투기로 크게 활약하였고, 태평양 전쟁 초반 일본군의 예봉을 꺾는데 큰 역할을 했다.
또한 영국 공군에게도 원조되어, 지중해와 대서양의 영국 항공모함에도 많이 활동했다.
1943년, 보다 강력한 F6F 헬캣전투기가 배치되기 시작하며, 와일드캣은 일선 정규 항공모함부대의 주력전투기 자리에서 물러났다.
하지만 보다 대형이고 고속인 F6F 헬캣 전투기나 F4U 콜세어 등의 신형 전투기들에 비해, 짧은 비행갑판에서도 이착함이 가능했기 때문에, 정규항공모함에서 물러난 후에도, 보다 소형의 호위항공모함 부대의 전투기로 배치되어 태평양 전쟁 종전까지 활동한다.
태평양 전쟁 전 기간에 걸쳐, 미 해군과 해병대의 와일드캣은 15,553회의 출격을 했고 (그 중 14,027회는 항모에서 출격), 1,327기의 적기를 격추했고, 178기를 공중전에서 잃었다. 총 격추-손실비는 1942년 동안은 5.9:1, 전쟁 전 기간 동안은 6.9:1. 기타 지상/함상의 대공포화로 24기, 기타 운용상 비전투손실 49기를 잃었다. 폭장탑재량은 빈약했기 때문에, 방공/호위 전투기로서의 역할에 집중되어, 전쟁 기간 동안의 폭탄 투하량은 총 154톤에 그쳤다.

## 초기 모델
미 해군은 1936년 신형 함상전투기의 개발을 그루먼 사, 브루스터 사, 세버스키 사에 시험제작을 지시했다. 그루먼 사의 첫 설계안은 복엽기 XF4F-1였으나 다른 회사의 설계안에 비해 뒤떨어진 탓에 단엽기 XF4F-2로써 재설계되어 선정시험에 나섰다.
최종적으로 브루스터 사의 F2A 버팔로가 선정이 되었으나, 미 해군이 그루먼 사의 XF4F-2에 관심을 보임에 따라 개발이 계속 진행될 수 있었다.

## F4F-3 모델
1939년 2월 12일 XF4F-2 이후의 문제점(조종석의 환기가 불충분하여 일산화탄소가 차오르기 쉽고, 캐노피의 강도 부족, 뒷바퀴의 강도 부족, 실린더 헤드의 냉각부족, 저온시 터뷸레이터 조작 곤란, 연료탱크의 여압이 고고도에서 비행하기에 적절하지 않은 점 등)을 개선하고 P&W제 R-1830-76 엔진으로 교환하고 기존 2장의 프로펠러에서 3장의 프로펠러로 교환한 XF4F-3 모델(사내명칭 G36)이 시험비행을 거쳐 1939년 8월에 정식 채용되었다.
처음 발주한 54기는 1940년 12월 5일에 부대배치되었으며 이후 USS 레인저와 USS 와스프에 각각 배치되었고 해병대에도 배치되었다. 그러나, 실제로 비행해 보니 몇 가지의 문제점이 남아 있어, 조종사의 사망사고가 발생하기도 하였다. 1941년 11월에 결함부분을 개량하고, 엔진을 1단 과급기형의 P&W제 R-1830-90으로 교체한 모델이 F4F-3A으로 채용되었다. 3A모델 95기를 포함해 모두 288대가 생산되었다.
몇 대 가량이 정찰기로 개조(F4F-3P 모델)되었고, 3A 모델을 개조한 F4F-3AP도 1기가 제작되었다.

## F4F-3S 모델
와일드캣을 수상기로 만든 바리에이션이다. 원래 느린 와일드캣에 수상기용 플로트를 달면서 최고속도가 시속 100km 정도로 매우 느린 속도 등 여러 가지 문제로 개발이 중단되었다.

## F4F-4 모델
F4F의 초기 모델은 F4F-3으로써 고정형 날개 형태로 설계 및 생산되었으나, F4F-4부터는 접고 펼칠 수 있는 날개 형식을 채용하였다. 당시 미 해군은 고정형 날개로 인해 공해상에서의 조종 및 취급에 어려움을 겪었던 산호해 해전의 교훈을 통해 항모에 배치되는 기체수를 늘리려 하였으나 F4F-3 모델로는 항모의 탑재기 수를 늘리는 데 한계가 있었다. 그래서 이러한 문제는 접이식 날개의 F4F-4 모델을 채용하면서부터 비로소 해결되었다.
또한, 당초 유압에 의해 날개를 제어하는 방식을 고려하였으나 이 방식은 기체의 총 중량 문제로 인해 채용되지 못하고, 수동식을 채용하게 되었다. 그리고 순차적으로 F4F-3A 모델과 교체되어 미드웨이 해전부터는 거의 교체가 완료되었으나 유일하게 VMF-221만이 1942년 8월까지 F4F-3 모델을 사용하였다. 다만, 갑판이 좁고 길이가 짧은 호위항모에는 적합하지 않다고 판단하여, 추가적으로 FM-2 모델의 개발이 계속되었다.
이 F4F-4는 중고도의 2단 과급기 엔진을 장착하여 1200hp마력의 출력을 낼 수 있게 한 것과 더불어 기총을 두 대 추가하여 12.7mm 기총을 6정 장비하게 되었다. 하지만 각 1정의 장탄수가 450발에서 240발로 줄어들고 기총의 반동에 의한 기체 진동이 늘어나 기체 피로도가 빠르게 증가하는 단점이 있었다.

## 운용 국가
- 벨기에
- 프랑스
- 캐나다
- 영국
- 미국

## 제원
- 기체번호: F4F
- 전폭: 11.6m
- 전고: 2.8m
- 총중량: 3,359kg
- 최대 속도: 519km/h
- 순항 속도: 249km/h
- 항속 거리: 1240km
- 무장: 12.7mm 기총 6정
- 엔진: 프랫 앤 휘트니 제 R-1830-86 트윈 와스프 엔진 1,200hp
- 승무원: 1명
- 생산대수: 7,251대

## 같이 보기
- 과달카날 전역
- 미드웨이 해전
- F2A 버팔로
- F6F 헬캣
- 미쓰비시 A6M 영식 함상 전투기